# Bhimdatta
Bhimdatta (en népalais : भीमदत्त नगरपालिका), anciennement Mahendranagar (en népalais : महेन्द्रनगर)), est une ville de l'ouest du Népal située dans le district de Kanchanpur. Au recensement de 2011, elle comptait 104 599 habitants.